# Grontorto
Grontorto è una frazione del comune italiano di Annicco in provincia di Cremona.
Al censimento del 21 ottobre 2001 contava 169 abitanti.

## Geografia fisica
Il centro abitato è sito a 61 m sul livello del mare.

## Storia
Nel 1868 il comune di Grontorto venne soppresso e aggregato al comune di Barzaniga, a sua volta aggregato ad Annicco nel 1928.